# طار النجف
طار النجف هو جرف صخري مرتفع غير منتظم الشكل في أطراف جنوب وغرب هضبة النجف في منطقة الوديان السفلى يفصل السهل الرسوبي شرقاً من البادية غرباً، في ناحية الحيرة وقضاء النجف بمحافظة النجف غرب العراق، عُمره 4 آلاف سنة، طوله 74 كيلومتراً، منها 21 كيلومتراً من الحيرة إلى مقام صافي الصفا، ومن هنالك طوله 68 كيلومتراً حتى منتهاه غرب النجف، أعلى مرتفعاته 130 متراً شمالاً غربياً، وأدناها 20 متراً جنوباً شرقياً، مساحته 81 كيلومتراً مربعاً، يبدأ من غرب أبي صخير (الحيرة) جنوباً موازياً لطريقها إلى غرب مدينة النجف شمالاً حيث يتقوّس هنالك إلى الغرب محاذياً شرق بحر النجف حتى يلتقي مع طار آخر اسمه طار السيد عند وادي اللسان، في منطقة حرارتها 45 درجة صيفاً في تموز و17 درجة شتاءً في كانون الثاني، فيه قبور وكهوف نادرة كأمثال الغرف، عددها 400 كهف وقبر، اتُخذت للرهبانية والتنسّك، والإيواء والتحصّن العسكري، يعدّ الطار متنفساً مائياً لسطح الهضبة ولطبقاتها العلوية حيث تتسرب من خلال مَكاشفهِ الرملية المطلة على بحر النجف.
ذكر جعفر العطية في كتابه (أرض النجف) أن الطار كلمة عربية محوّرة من الطور وجمعه أطوار وهو ما كان على حدّ الشيء، أو ربما كانت الطار محورة من كلمة طُر وجمعها أطرار ومعناها الطرف.
ذكر يوسف المحمداوي في مقاله المنشور سنة 2020 أنه وقع تجاوز عقاري على طارات النجف "بتجريفها وبيعها للمواطنين كقطع أراض سكنية بل إن البعض سكنها".

## وصلات خارجية
- صور لطار النجف